# Francisc al II-lea al Franței
Francisc al II-lea (franceză François II), (n. 19 ianuarie 1544, Fontainebleau, Île-de-France, Franța – d. 5 decembrie 1560, Orléans, Franța) a fost rege al Franței între anii 1559 și 1560, fiind fiul cel mare al lui Henric al II-lea și al Caterinei de Medici.
A fost căsătorit în 1558 cu Maria I Stuart, regina Scoției (1542-1567), nepoată a ducilor de Guise. Francisc al II-lea a persecutat protestanții și a reprimat conjurația de la Amboise (martie 1560).

## Viață timpurie

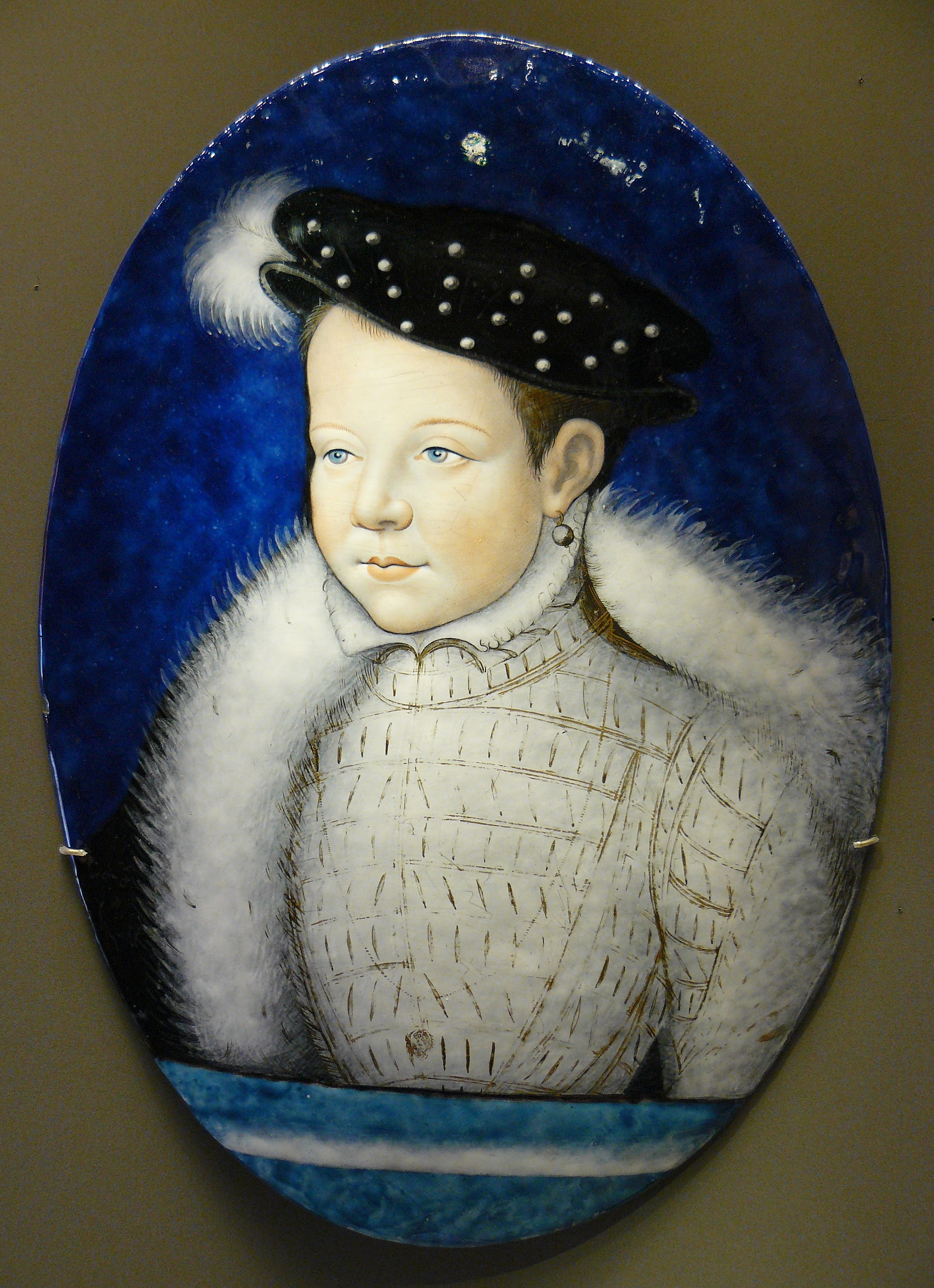
Francisc al II-lea copil

A fost fiul lui Henric al II-lea al Franței și al Caterinei de' Medici și aparținea ramurii Valois-Angoulême din Dinastia Capețienilor. Francisc s-a născut în 19 ianuarie 1544, unsprezece ani după celebrarea căsătoriei părinților săi. A primit prenumele în onoarea bunicului său Francisc I al Franței și a trăit primii ani la Castelul Saint-Germain-en-Laye. A fost botezat în 10 februarie 1544, nașii săi au fost bunicul său Francisc I și papa Paul al III-lea, iar nașa sa a fost stră-mătușa lui, Margareta de Navara. Cu această ocazie Francisc este numit cavaler. La doar doi ani devine guvernator de Languedoc, iar anul următor în urma decesului bunicului său, devine Delfin al Franței. În 27 ianuarie 1548 este semnat acordul pentru logodna care îl lega de Maria Stuart, cu un an mai mare decât el; aceasta era regina Scoției și nepoată pe parte maternă a lui Claude I de Guise, primul duce de Guise. Căsătoria lui Francisc cu Maria Stuart, a fost organizată de tatăl său Henric al II-lea al Franței în 1548 și era foarte avantajoasă. Maria Stuart fusese încoronată regină a Scoției la Castelul Stirling în 9 septembrie 1543, la vârsta de nouă luni, ceea ce l-ar fi făcut pe Francisc rege consort al Scoției și ar fi unit două regate într-o singură coroană. Ratificat acordul matrimonial în 1548, Maria de Guise regentă a Scoției o trimite pe fiica sa la curtea Franței pentru a fi crescută și educată până la căsătorie. În 24 aprilie 1558, Francisc în vârstă de paisprezece ani se căsătorește cu Maria Stuart regina scoțienilor, o uniune care dădea viitorului rege al Franței tronul Scoției și posibilitatea de a revendica tronul Angliei.

## Urcarea pe tron

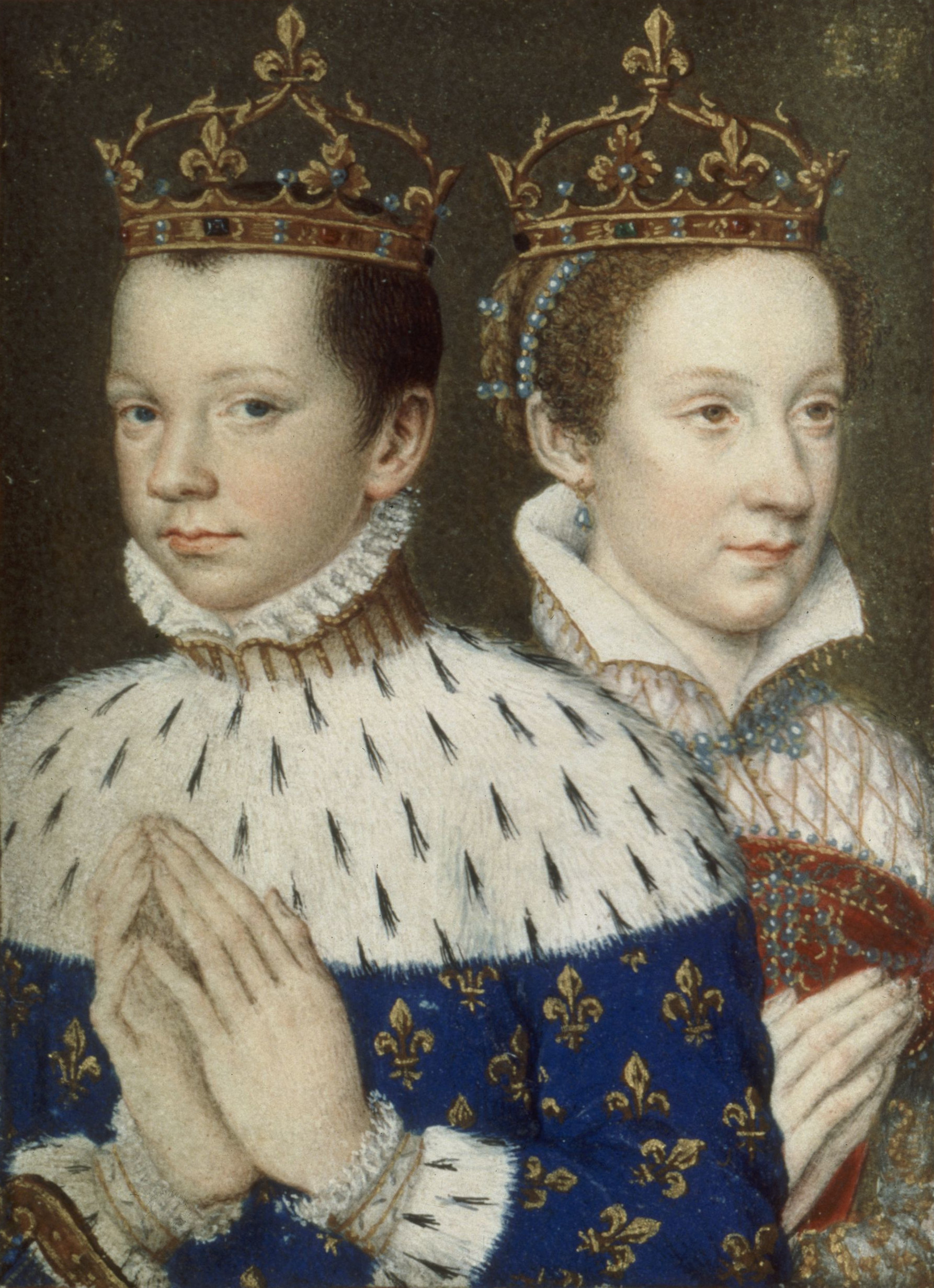
Francisc al II-lea al Franței și Maria Stuart

În 10 iulie 1559 Henric al II-lea moare în timpul unui accident într-un turnir, lăsând tronul lui Francisc, care avea cincisprezece ani. Vârsta sa îi garanta autonomia și nu avea nevoie de un regent. Totuși din cauza  sănătății fragile și a lipsei de experiență, se ia decizia că ar fi mai bine să i se alăture un regent, așa că în mod formal este numită regentă mama sa, Caterina de' Medici. Dar în realitate, cu acordul lui Francisc al II-lea, din culise guvernau unchii Mariei Stuart, François de Guise și Charles de Lorraine. Cei doi au avut roluri importante la conducere și în timpul lui Henric al II-lea(François de Guise era unul din cei mai mari lideri militari ai regatului, iar cardinalul Charles de Lorraine a fost asociat cu cele mai importante negocieri și afaceri din regat) și au decis să-și împartă sarcinile: François de Guise se ocupa de partea militară în timp ce Charles de Lorraine se ocupa de tot ceea ce privea politica, finanța și diplomația. Urcarea la putere a celor doi a însemnat apusul conetabilului Anne de Montmorency("omnipotentul" guvernului precedent), care la sfatul regelui a părăsit capitala și a plecat să se odihnească pe proprietatea lui la țară. Și Dianei de Poitiers, fosta amantă a tatălui său, Francisc îi cere să se retragă și să nu mai apară niciodată la curte; odată cu ea cade și protejatul ei, Jean Bertrand, care trebuie să cedeze sarcina de Păstrător al sigiliilor Franței lui François Olivier, pe care Diana îl înlăturase cu ani înainte. Aceasta a fost o adevărată revoluție la palat și Guise devin stăpâni la curte. Regele le-a dat onoruri și privilegii, cel mai mare fiind  Grand Maître de France,(Mare Maestru al Franței), lui François de Guise. În 21 septembrie 1559, Francisc este încoronat rege al Franței la Reims de către unchiul său cardinalul de Lorraine, apoi curtea se îndreaptă la castelul Blois în Valea Loarei, noua reședință regală. Adoptă ca emblemă soarele și drept motto fides Spectanda(astfel trebuie să respectăm credința) și Lumen rectis(lumina se află în neprihănire).

## Domnia(1559-1560)

### Politica internă
Regatul lui Francisc este dominat de o gravă criză financiară, politică și religioasă. Impopularitatea politicii sale represive în confrontul protestantismului, îi face pe protestanți să organizeze o lovitură de stat împotriva principalilor săi consilieri Guise; este șocul conjurației de le Amboise. Înaintea nemulțumirii crescânde, guvernul decide să tenteze concilierea. Sub influența reginei-mame Caterina de' Medici, inaugurează instaurarea unui dialog cu susținătorii noii religii, dar rămâne implacabil înaintea agitatorilor. Până la sfârșitul domniei lui Francisc, Franța e paralizată de un val de revolte locale, premisă a  războaielor religioase. În fața revoltei protestante, Francisc se demonstrează tot mai autoritar și intenționează să se războiască cu rebelii care își bat joc de autoritatea sa.

#### Impopularitatea guvernului Guise

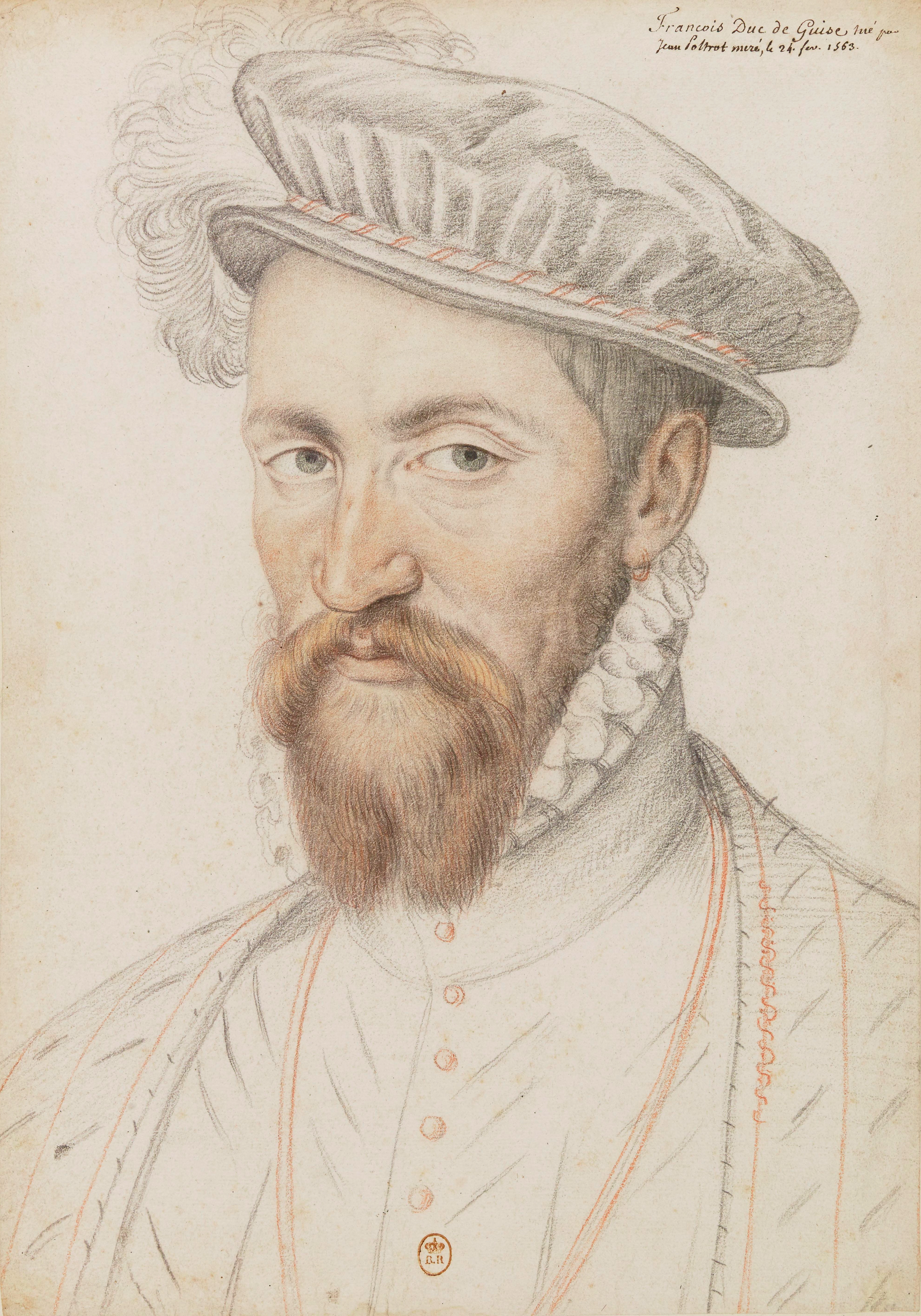
François de Guise, portret de François Clouet

La conducerea statului, Guise sunt obiectul nemulțumirii în tot regatul. O mișcare de opoziție condusă de doi mari prinți de sânge, contestă modul lor de guvernare și legitimitatea lor. Pentru adversarii lor sunt doi străini ambițioși, care sunt la putere pentru că sunt favoriții regelui. Li se reproșează că profită de tinerețea regelui pentru a-și impune puterea arbitrară. O mișcare de opoziție le contestă monopolul puterii și printre ei se află Antoine de Bourbon. Teoriticieni ca François Hotman, sunt de părere că poziția de consilier principal îi revine lui Antoine de Bourbon, acesta fiind descendent direct a lui Ludovic al IX-lea al Franței, și moștenitorul tronului în cazul dispariției ramurii Valois-Angoulême. Dar cu un caracter slab, Antoine nu reușește să se impună la curte în fața celor doi Guise. Este contestată și agenda politică. Guise trebuie să înfrunte o situație financiară dezastruoasă. După câteva decenii de război împotriva Habsburgilor, datoria publică ajungea la cifra de 48 de milioane de livre. Cu o cifră de afaceri de doar 12 milioane pe an, Guise sunt constrânși să ducă o politică de austeritate draconiană pentru a salva fondurile statului, ceea ce contribuie la impopularitatea lor. Ei amână plata salariilor soldaților și ofițerilor regelui și a facturilor furnizorilor de la curte. Efectivele armatei sunt restrânse și mulți soldați sunt lăsați la vatră. Frustrații nasc și-n rândul curtenilor, deoarece reducerile de personal nu s-au făcut și în detrimentul regimentelor conduse de Guise și prietenii lor. 
În sfera religioasă, Guise continuă politica de austeritate împotriva protestanților, începută de Henric al II-lea. Ca efect al politicii lor, toamna anului 1559 a fost caracterizată de un  val de percheziții, arestări și confiscări de bunuri. În 23 decembrie 1559 consilierul Anne de Bourg, magistrat al parlamentului din Paris, care crease polemici contestând represiunile, este executat în Place de Greve la Paris. Hotărât să pună capăt persecuției și să facă recunoscut dreptul practicării cultului reformat, un grup de gentilomi pun la cale răsturnarea guvernului Guise și încredințarea puterii prinților de sânge, în câștigul noii religii. Este Conjurația de la Amboise.

#### Conjurația de la Amboise

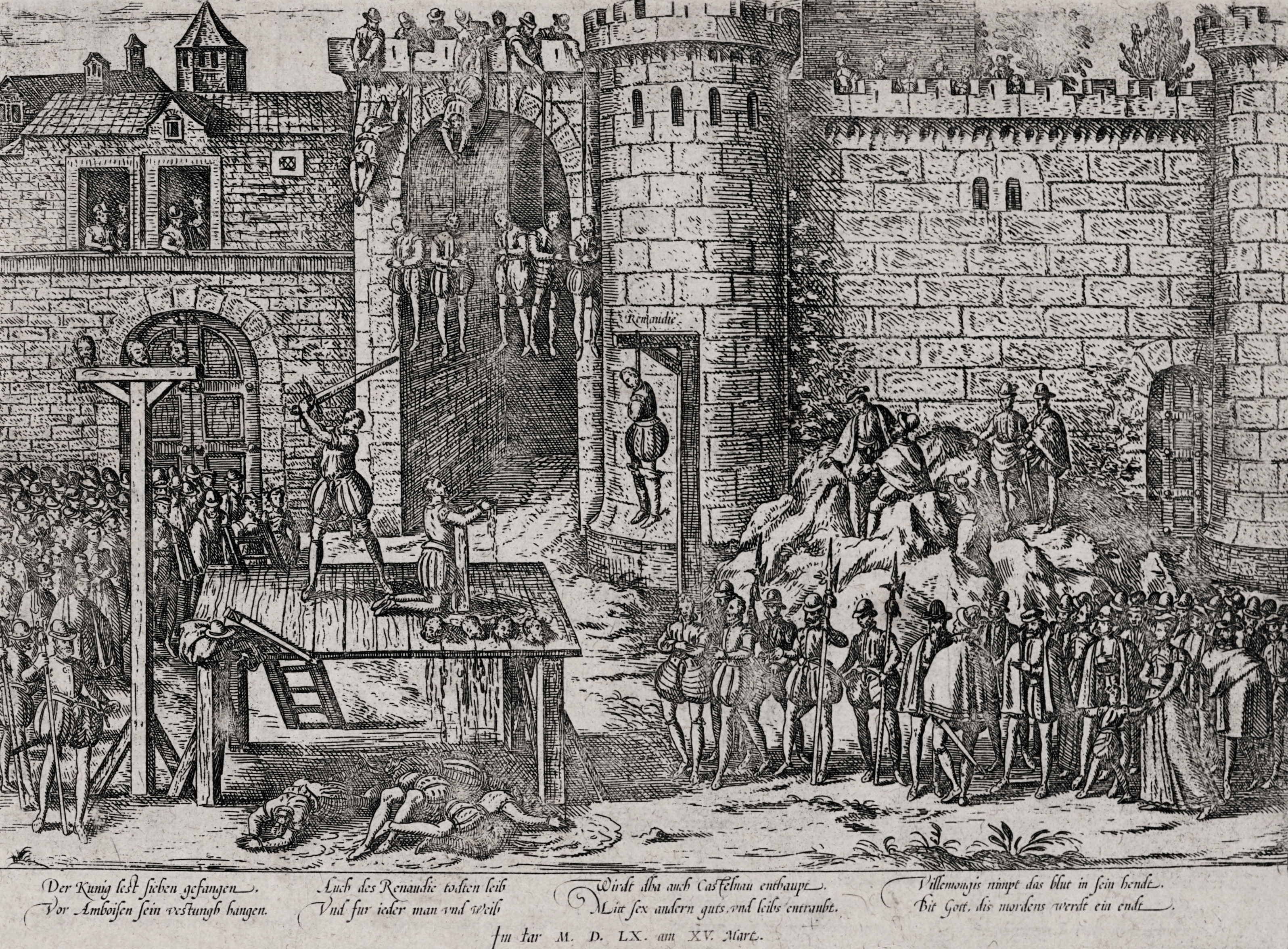
Execuția conjuraților, gravură de Tortorel și Perrissin 1559-1560

Conjurații au în program să lovească la palat cu complicitatea gărzilor regale, pentru a-l răpi pe rege și a-i elimina pe Guise, în caz de rezistență. O mare forță armată în extern trebuie să garanteze securitatea operațiunii. Conspiratorii au probabil în secret și sprijinul prințului de Condé, tânărul și ambițiosul frate al regelui Navarei, Antoine de Bourbon. În timpul lunii februarie, la curte au fost primite mai multe avertismente în privința existenței complotului. În fața pericolului crescând, consiliul regal, la sfatul Caterinei de' Medici, decide să facă câteva concesii. În 8 martie 1560, regele semnează un edict care oferă o amnistie generală protestanților. Dar este prea târziu, complotul este deja în curs. Din toate provinciile regatului trupe de oameni se îndreaptă spre Castelul Amboise, unde se află curtea. În orașele Tour și Orléans, conspiratorii distribuie bani și arme. Prost organizată, conjurația va sfârși într-o baie de sânge. Destinul său se joacă în 15 martie când ducele de Nemours reușește să  aresteze câțiva dintre principalii conjurați. Zilele următoare, dezorientate, trupele de rebeli compuse din persoane de condiție săracă, sunt făcuți prizonieri unul câte unul în pădurea de la Amboise și în împrejurimi. La început, regele înclinat la clemență, ordonă să fie eliberați și îi trimite la casele lor. Dar în 17 martie, 200 de oameni încearcă să ia cu asalt una din porțile orașului. Respinși rapid de ducele de Guise, rebelii sunt vânați fără milă. Mai mult de o sută dintre ei sunt executați, alții sunt atârnați de balcoanele castelului. Represiunea va dura câteva săptămâni și va face mai mult de 1200 de victime. Atitudinea lui Guise față de prințul de Condé este indecisă. Prințul ajunsese la curte și participase la apărarea castelului alături de inamicii săi. Interogatoriile luate prizonierilor, îl desemnau clar ca beneficiar al conjurației, dar prințul de Condé neagă, iar cuvântul persoanelor de rând nu conta în fața cuvântului unui prinț de sânge. Lăsat liber la curte, prințul de Condé fuge în sud-vestul țării, la fratele său Antoine.

#### Politica de conciliere

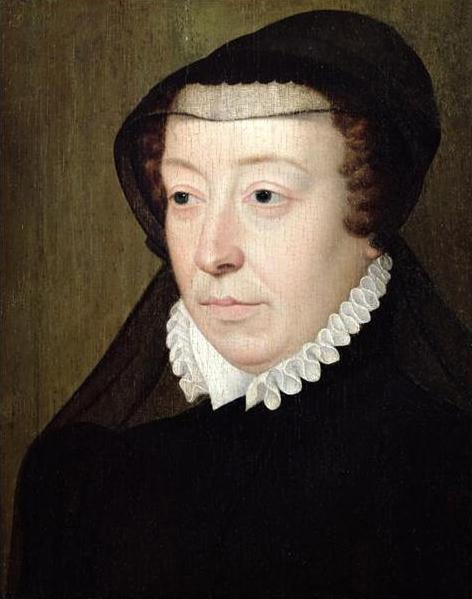
Portret al Caterinei de' Medici

Explozia de violență a conjurației de la Amboise, nu face decât să confirme opinia curții cum că persecutarea protestanților nu face decât să agraveze criza religioasă. La sfatul Caterinei de' Medici și a consilierilor moderați, guvernul încearcă să slăbească tensiunile printr-o politică de înțelegere. Mai multe măsuri de clemență sunt luate în favoarea protestanților. Este prima oprire a persecuțiilor de la începutul domniei lui Henric al II-lea. Edictul de la Romorantin, semnat în mai 1560 conține germenii Edictului Libertății de Conștiință. În aprilie 1560 Caterina de' Medici îl numește cancelar al Franței pe Michel de l'Hospital. Guvernul este dominat acum de moyenneurs, moderați umaniști care cred în reconcilierea dintre creștini, prin acordarea de concesiuni reciproce. Însuși cardinalul de Lorraine este departe de a fi insensibil la reforma bisericii. Este lansată oficial ideea unui Conciliu ecumenic pentru Franța. Pentru a obține aprobarea papei Pius al IV-lea, cardinalul și regina-mamă cer deschiderea unui conciliu general, unde creștinii de toate opiniile din toată Europa s-ar reunii pentru o reformă religioasă. Dar Papa nu vrea să audă. Chiar dacă nu doresc o ruptură cu Roma, opoziția Papei îi face să amenințe cu formarea unui conciliu autonom dacă nu cedează. Pentru a contrasta criticile privind ilegimitatea din cauza vârstei regelui care împlinise șaisprezece ani, guvernul încearcă să obțină sprijinul supușilor săi asociindu-l la  deciziile sale. Se tratează de reunirea Stărilor Generale, dar Guise temându-se să nu fie dați la o parte din cauza impopularității lor, se opun. Sub presiunea reginei-mame acceptă să consulte nobilimea. Așa are loc Adunarea Notabilior între 21 și 26 august la Fontainebleau. Prinții de sânge și conetabilul Montmorency sunt chemați pentru a-și ocupa locul în consiliul regelui. La această adunare amiralul Coligny, viitorul lider al protestanților, citește în fața curții uimite o petiție în care Normandia cere libertatea de cult. Adunarea se închide cu convocarea Stărilor Generale. Poziția Papei este aspru criticată și se decide convocarea episcopilor, pentru a obține consensul lor pentru convocarea unui conciliu național. De teamă că galicanismul iese complet de sub controlul său, Papa este de acord cu deschiderea unui conciliu general, dar nu este de acord cu convocarea protestanților, ceea ce duce la redeschiderea Conciliului Tridentin.

#### Revolta protestanților în provincie
Politica de conciliere efectuată de guvern are efectul opus. Încurajați de măsurile de clemență, protestanții se reunesc în grupuri pentru a asculta slujbele religioase și sfidează autoritatea regală cu revolte armate. Principalele zone interesate au formă de semilună ce pornește de la Anjou spre Dauphiné traversând Poitou, Guienne, Périgored, Languedoc și Provence. Agitatorii beneficiază de un sprijin important în sânul nobilității locale. Animați de o propagandă nenîtreruptă împotriva cardinalului și ducelui de Guise și dorința de răzbunare după evenimentele de represiune de la Amboise, celor mai curajoși nu le este teamă să atace castele, închisori și să vandalizeze biserici încât în primăvara anului 1560 se înregistrează un val masiv de iconoclasm. La începutul verii mișcarea de nesupunere civilă se intensifică și diverse orașe din sudul Franței se revoltă. Cu sprijinul secret al primilor doi prinți de sânge, Condé și Navarra, se implementează o organizație politico-militară. Protestanții își aleg liderii locali, adună bani, cumpără arme și își întăresc trupele. Benzi armate pleacă din Languedoc spre Provence. Punctul culminant este atins în noaptea de 4 spre 5 septembrie când trupele protestante încearcă să cucerească orașul  Lyon. Reacția lui Francisc este puternică și decisă: ordonă guvernatorilor să se întoarcă la propriul post și redristribuie armata în provincile agitate. În toamnă încet încet se restabilește ordinea și principalii lideri protestanți sunt arestați. De data aceasta este arestat și prințul de Condé în 30 octombrie 1560.

### Politica externă
Pe plan extern guvernul lui Francisc continuă politica dusă de Henric al II-lea după semnarea tratatului de la Cateau-Cambrésis(aprilie 1559). În detrimentul influenței sale în Europa, Franța continuă restituirea pământurilor cucerite în cei 40 de ani precedenți, ceea ce este în avantajul unei alte puteri continentale Spania. Când soacra sa Maria de Guise se confruntă cu o revoltă a nobililor scoțieni, Francisc îi trimite ajutoare militare, dar inutil. Înainte de moartea lui Francisc francezii au părăsit Corsica, Scoția, Brazilia, Toscana, Savoia și o parte din Piemont. 
Politica externă dusă de Francisc, este dominată de tratatul de la Cateau-Cambrésis care a însemnat sfârșitul unui război de 40 de ani, aproape neîntrerupt între Franța și Imperiul Habsburgic. Spre uimirea tuturor contemporanilor, Franța a abandonat în favoarea Spaniei și a aliaților săi, aproape toate cuceririle italiene. Guvernul lui Francisc conștient de slăbiciunea regatului, încearcă să-i asigure pe spanioli că intenționează să respecte tratatul. În același timp guvernul trebuie să plătească  despăgubiri tuturor celor care își pierduseră bunurile din cauza războiului. A trebuit să negocieze cu autoritățile spaniole destinul prizonierilor de război deținuți de ambele părți. Mulți gentilomi din mica nobilime rămân în închisoare, deoarece nu pot plăti răscumpărarea. Ca niște simpli soldați, sunt condamnați să vâslească pe galerele regale. Dacă s-a semnat un acord de eliberare reciprocă între cele două țări, Spania s-a dovedi puțin umană, deoarece nu se grăbea să se separe de prizonierii săi.

#### Pierderea Scoției

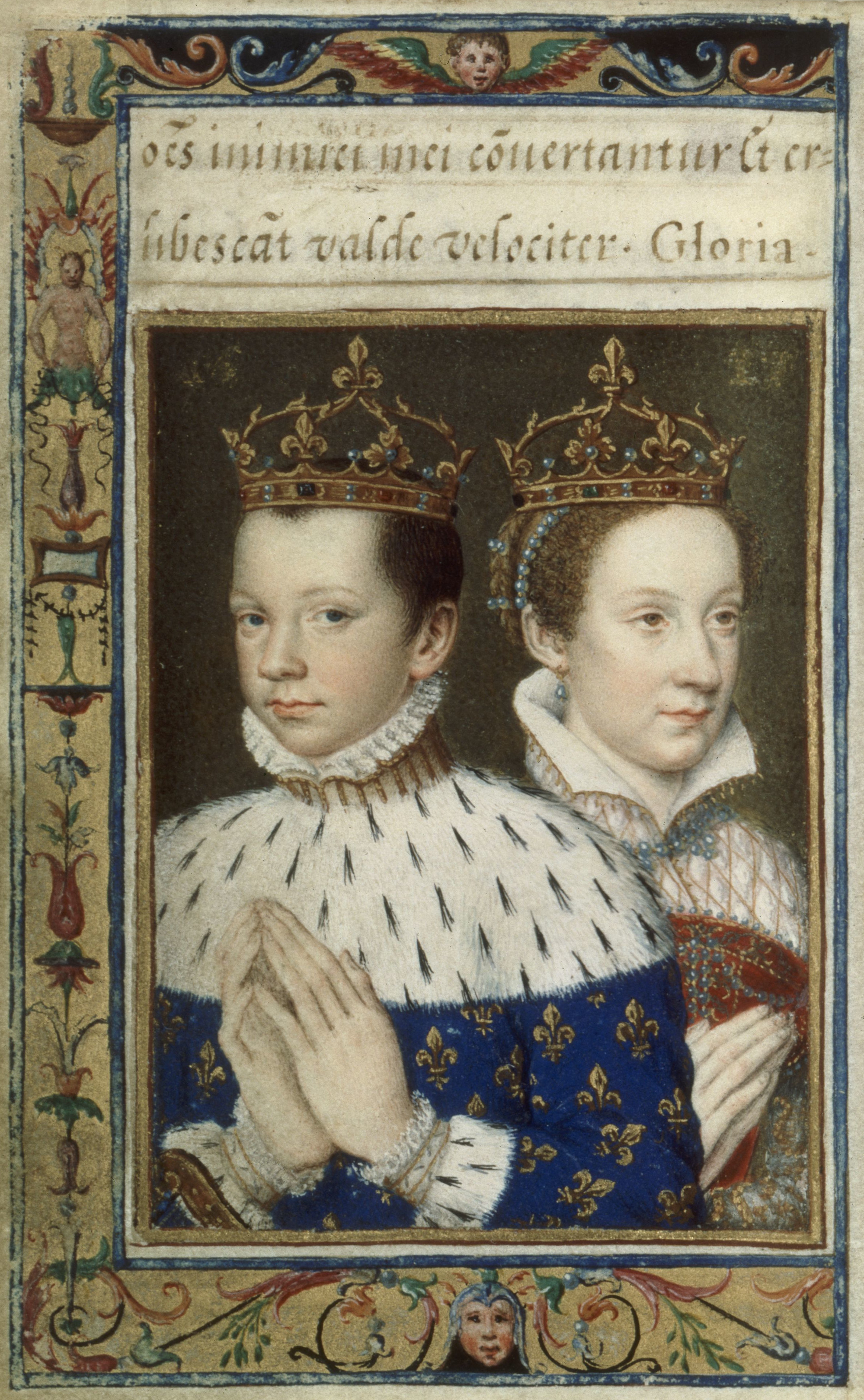
Francisc al II-lea și Maria Stuart

De la căsătoria Mariei Stuart cu Francisc, destinul Scoției este legat de cel al Franței. O clauzolă secretă semnată de Maria Stuart, prevedea anexarea Scoției chiar și în cazul în care Maria nu avea urmași. Din cauza controlului Franței în afacerile lor interne, un grup de nobili scoțieni se revoltă și îi constrânge pe Maria de Guise și consilierii săi francezi să părăsească Edinburgh în mai 1559. Maria de Guise cere fiicei sale ajutor militar, Francisc îi trimite imediat și revolta este înăbușită până la sfârșitul anului. Lucrurile se puteau termina așa, dacă regina Elisabeta I a Angliei nu s-ar fi alăturat scoțienilor, jignită deoarece Francisc al II-lea și Maria Stuart își puseseră pe blazonul lor și armele Angliei, Maria Stuart revendicând astfel  succesiunea la tronul Angliei. În ianuarie 1560 flota engleză blochează portul  Leith pe care trupele franceze îl transformaseră în bază militară și îl asediază. Deși englezii nu erau foarte numeroși, francezii se găsesc în dificultate. Din cauza turbolențelor din țară, Francisc nu reușește să trimită ajutoare. Când episcopul de Valencia, Jean de Montluc și Charles de La Rochefoucauld sunt trimiși de rege în Scoția să negocieze cu rebelii, sunt tratați aproape ca niște prizonieri. Maria de Guise moare în timp ce se află prizonieră în castelul din Edinburgh, iar Jean de Montluc și Charles de La Rochefoucauld sunt constrânși să negocieze o pace puțin avantajoasă pentru Franța. În 6 iulie tratatul de la Edinburgh pune capăt ocupației franceze în Scoția. Câteva săptămâni mai târziu Parlamentul Scoției ia diferite măsuri și stabilește protestantismul ca religie de stat.

### Sfârșitul

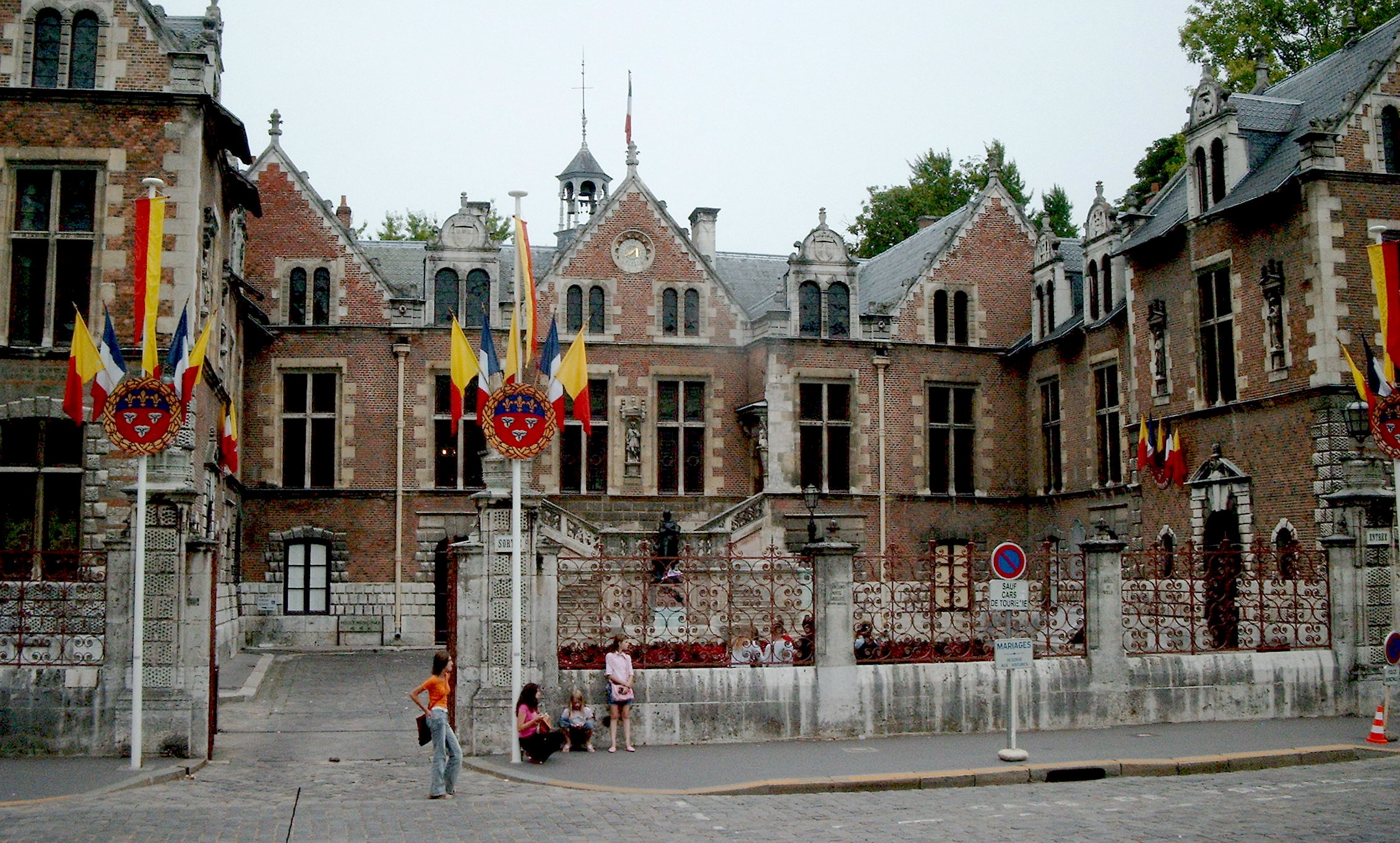
Francisc a murit în Orléans, la Hotel Groslot

Sănătatea regelui se înrăutățește din noiembrie 1560. În 17 noiembrie leșină. După doar șaptesprezece luni de domnie, Francisc moare în 5 decembrie 1560, de o durere insuportabilă la ureche. S-a tratat poate de meningită sau de o infecție la ureche. Ambroise Paré a propus efectuarea unei trepanări. Francisc al II-lea a murit fără urmași și la tron îi urmează fratele său Carol al IX-lea, care avea zece ani. În 21 decembrie  Consiliul o numește pe Caterina de' Medici "guvernantă a Franței". Maria Stuart, văduva lui Francisc se întoarce în Scoția, iar prințul Condé, care își aștepta execuția în celula sa, este eliberat în urma unor tratative cu Caterina de' Medici.
În 23 decembrie corpul lui Francisc este purtat la Saint-Denis de către prințul La Roche-sur-Yon. Inima sa, care trebuia să rămână la Orléans, este dusă în mănăstirea celestinilor. S-a comandat pentru inima lui un piedestal triangular de marmură albă, pe care se află o coloană de marmură albă. Lucrarea a fost proiectată de Primaticcio și executată de Jean Leroux și Ponce Jacquiot între 1562 și 1570. În partea de sus se află o urnă de bronz care conține inima regelui și se află la Saint-Denis.          